# Zabytyj Island
Zabytyj Island (englisch; russisch Остров Забытый Ostrow Sabyty, deutsch ‚Vergessene Insel‘) ist eine etwa 2,5 km lange und 1 km breite Insel im Highjump-Archipel vor der Knox-Küste des ostantarktischen Wilkeslands. Sie liegt 2 km nördlich der Miles-Insel in einer größeren Inselgruppe östlich des Edisto-Kanals und etwa 2 km südöstlich des Remenchus-Gletschers. Ihr westlicher Teil ist in drei kleine Halbinseln untergliedert.
Wissenschaftler einer sowjetischen Antarktisexpedition nahmen 1956 Vermessungen und die Benennung vor. Das Antarctic Names Committee of Australia übertrug diese 1992 in einer transkribierten Teilübersetzung ins Englische.